# Valencia Club de Fútbol Mestalla
Il Valencia Club de Fútbol Mestalla, chiamato comunemente Mestalla, è la squadra riserve del Valencia C.F., con sede a Valencia, nella Comunità Valenciana, in Spagna.
Gioca nella Segunda Federación, la quarta serie del campionato spagnolo.
Secondo il regolamento della Liga spagnola, il Mestalla, essendo associato al Valencia CF, non potrà mai giocare nella stessa serie, ma in una serie inferiore e non può giocare nella Coppa del Re. Sempre secondo il regolamento, la sua rosa può essere formata da soli giocatori con meno di 23 anni, oppure con meno di 25 anni, ma con un contratto professionistico con la prima squadra.

## Tornei nazionali
- 1ª División: 0 stagioni
- 2ª División: 21 stagioni
- 2ª División B: 14 stagioni
- 3ª División: 27 stagioni

## Cronistoria
| Stagione | Categoria | Posizione |  |
| -------- | --------- | --------- |  |
| 1944-45  | Regionali | —         |  |
| 1945-46  | Regionali | —         |  |
| 1946-47  | 3ª        | 2º        |  |
| 1947-48  | 2ª        | 8º        |  |
| 1948-49  | 2ª        | 12º       |  |
| 1949-50  | 2ª        | 6º        |  |
| 1950-51  | 2ª        | 8º        |  |
| 1951-52  | 2ª        | 2º        |  |
| 1952-53  | 2ª        | 6º        |  |
| 1953-54  | 2ª        | 15º       |  |
| 1954-55  | 3ª        | 2º        |  |
| 1955-56  | 2ª        | 6º        |  |
| 1956-57  | 2ª        | 17º       |  |
| 1957-58  | 3ª        | 1º        |  |
| 1958-59  | 3ª        | 2º        |  |
| 1959-60  | 2ª        | 11º       |  |
| 1960-61  | 2ª        | 10º       |  |

| Stagione | Categoria | Posizione |  |
| -------- | --------- | --------- |  |
| 1961-62  | 2ª        | 12º       |  |
| 1962-63  | 2ª        | 9º        |  |
| 1963-64  | 2ª        | 4º        |  |
| 1964-65  | 2ª        | 8º        |  |
| 1965-66  | 2ª        | 6º        |  |
| 1966-67  | 2ª        | 9º        |  |
| 1967-68  | 2ª        | 8º        |  |
| 1968-69  | 2ª        | 17º       |  |
| 1969-70  | 3ª        | 2º        |  |
| 1970-71  | 3ª        | 1º        |  |
| 1971-72  | 2ª        | 13º       |  |
| 1972-73  | 2ª        | 20º       |  |
| 1973-74  | 3ª        | 2º        |  |
| 1974-75  | 3ª        | 5º        |  |
| 1975-76  | 3ª        | 18º       |  |
| 1976-77  | Regionali | —         |  |
| 1977-78  | 3ª        | 6º        |  |

| Stagione | Categoria | Posizione |  |
| -------- | --------- | --------- |  |
| 1978-79  | 3ª        | 10º       |  |
| 1979-80  | 3ª        | 5º        |  |
| 1980-81  | 3ª        | 8º        |  |
| 1981-82  | 3ª        | 3º        |  |
| 1982-83  | 3ª        | 1º        |  |
| 1983-84  | 3ª        | 3º        |  |
| 1984-85  | 3ª        | 1º        |  |
| 1985-86  | 3ª        | 5º        |  |
| 1986-87  | 3ª        | 5º        |  |
| 1987-88  | 2ªB       | 16º       |  |
| 1988-89  | 3ª        | 3º        |  |
| 1989-90  | 3ª        | 2º        |  |
| 1990-91  | 3ª        | 4º        |  |
| 1991-92  | 3ª        | 1º        |  |
| 1992-93  | 2ªB       | 12º       |  |
| 1993-94  | 2ªB       | 13º       |  |
| 1994-95  | 2ªB       | 3º        |  |

| Stagione | Categoria | Posizione |  |
| -------- | --------- | --------- |  |
| 1995-96  | 2ªB       | 4º        |  |
| 1996-97  | 2ªB       | 14º       |  |
| 1997-98  | 2ªB       | 14º       |  |
| 1998-99  | 2ªB       | 10º       |  |
| 1999-00  | 2ªB       | 17º       |  |
| 2000-01  | 3ª        | 2º        |  |
| 2001-02  | 2ªB       | 2º        |  |
| 2002-03  | 2ªB       | 6º        |  |
| 2003-04  | 2ªB       | 17º       |  |
| 2004-05  | 3ª        | 1º        |  |
| 2005-06  | 3ª        | 2º        |  |
| 2006-07  | 2ªB       | 16º       |  |
| 2007-08  | 3ª        | 2º        |  |
| 2008-09  | 2ªB       | 12º       |  |
| 2009-10  | 2ªB       | 18º       |  |
| 2010-11  | 3ª        | 1º        |  |
| 2011-12  | 2ªB       | 13º       |  |

## Palmarès

### Competizioni nazionali
- Tercera División: 7

1957-1958, 1970-1971, 1982-1983, 1984-1985, 1991-1992, 2004-2005, 2010-2011

### Competizioni interregionali
- Tercera Federación: 1

2021-2022 (gruppo 6)

### Altri piazzamenti
- Segunda División:

Secondo posto: 1951-1952 (gruppo II)
- Segunda División B:

Secondo posto: 2001-2002 (gruppo III)
Terzo posto: 1994-1995 (gruppo III)
- Segunda Federación:

Terzo posto: 2022-2023 (gruppo 2)

## Organico

### Rosa 2013-2014
| N. |                    | Ruolo | Calciatore       |
| -- | ------------------ | ----- | ---------------- |
|    | Spagna (bandiera)  | P     | Jaume Doménech   |
|    | Spagna (bandiera)  | P     | Adrián Lluna     |
|    | Spagna (bandiera)  | P     | Yeray Gomez      |
|    | Spagna (bandiera)  | D     | Álex Quintanilla |
|    | Spagna (bandiera)  | D     | Carlos Delgado   |
|    | Camerun (bandiera) | D     | Serge Sidoine    |
|    | Spagna (bandiera)  | D     | Mario Marín      |
|    | Spagna (bandiera)  | D     | Alberto Tendillo |
|    | Spagna (bandiera)  | D     | Sergio Ayala     |
|    | Spagna (bandiera)  | C     | Portu            |
|    | Spagna (bandiera)  | C     | Cifo             |

| N. |                        | Ruolo | Calciatore      |
| -- | ---------------------- | ----- | --------------- |
|    | Spagna (bandiera)      | C     | Manu Molina     |
|    | Spagna (bandiera)      | C     | José Gayá       |
|    | Spagna (bandiera)      | C     | Mario Arques    |
|    | Paesi Bassi (bandiera) | C     | Lion Kaak       |
|    | Spagna (bandiera)      | A     | Dani Lucas      |
|    | Spagna (bandiera)      | A     | Alex Cortell    |
|    | Spagna (bandiera)      | A     | Robert Ibáñez   |
|    | Spagna (bandiera)      | A     | Juan Delgado    |
|    | Giappone (bandiera)    | A     | Hiroshi Ibusuki |
|    | Spagna (bandiera)      | A     | Chumbi          |
|    | Camerun (bandiera)     | A     | Cédric Mandjeck |